# HMS Wolverine (D78)
«Волверін» (D78) (англ. HMS Wolverine (D78) — військовий корабель, ескадрений міноносець «Модифікований Адміралті» типу «W» Королівського військово-морського флоту Великої Британії за часів Другої світової війни.
«Волверін» був закладений 8 жовтня 1918 на верфі компанії J. Samuel White & Company у Коуз на острові Вайт. 17 липня 1919 року корабель був спущений на воду, а 27 лютого 1920 року увійшов до складу Королівських ВМС Великої Британії.
«Волверін» став одним з кораблів флоту Британської імперії, що були закладені ще за часи Першої світової, проте участі в ній не взяли. Корабель проходив службу у складі британських ВМС, за часів Другої світової війни брав активну участь у бойових діях на морі, бився у Північній Атлантиці, біля берегів Європи, на Середземному морі, супроводжував атлантичні транспортні конвої.
За проявлену мужність та стійкість у боях бойовий корабель нагороджений трьома бойовими відзнаками.

## Історія

### Довоєнний час
«Волверін» увійшов до складу 3-ї флотилії есмінців Атлантичного флоту Великої Британії Домашнього флоту. Пізніше флотилію перевели до Середземного флоту, а з 1926 року — на Китайську станцію.
На початку 1930-х років «Волверін» пройшов етап модернізації, але після його завершення есмінець вивели до Резерву флоту, через те, що ВМС отримували новітні кораблі такого класу. У серпні 1939 року, напередодні нової війни, ескадрений міноносець повернули до строю.

### Початок війни
У серпні 1939 року «Волверін» включили до 15-ї флотилії есмінців з базуванням на Росайті, для виконання завдань з ескорту конвоїв поблизу східного узбережжя Англії та Шотландії. 5 вересня він вийшов з есмінцями «Візерінгтон», «Волонтир» і «Вімі» на супроводження конвою GC 1 з Мілфорд Гейвен. Протягом осені 1939-весни 1940 корабель залучався до ескорту 19 конвоїв, один з них піддався атаці німців.
У квітні 1940 року він переведений до угруповання Домашнього флоту, що висувалось на підтримку британських військ у Норвезькій кампанії. 14 травня «Волверін» з корветом «Сторк» прикривав перехід польського транспортного судна «Хробрий» (MS Chrobry) до Буде. У результаті авіанальоту німецьких літаків «Хробрий» дістав серйозних пошкоджень і став тонути. Екіпажі «Волверіна» і «Сторка» встигли врятувати значні кількість військ, яких доставили до Гарстада.
Після зазнаної поразки у Норвегії корабель залучався до евакуації союзних військ з країни разом з есмінцями «Антілоуп», «Атерстоун», «Вайкаунт» і «Візерінгтон».
У червні 1940 року есмінець прикривав прохід лінійного корабля «Валіант», який у супроводі «Бедуїн», «Ашанті», «Тартар» та «Машона» евакуював війська з Нарвіка.
Згодом брав участь у проведенні операції «Аріель» з евакуації союзних військ з Франції, з портів Біскайської затоки.
У серпні 1940 року «Волверін» повернули до виконання конвойних завдань, він увійшов до 6-ї ескортної групи, яка діяла у Північно-Західних підходах. Есмінець разом з іншими кораблями британського та канадського флотів забезпечував проходження транспортних конвоїв у Північній Атлантиці, вів протичовнову розвідку маршрутів руху, переслідував та атакував німецькі підводні човни. Ці завдання «Волверін» виконував протягом 21 місяця, забезпечивши прохід 27 атлантичних конвоїв, 10 з яких піддались нападам, а також узяв участь у двох морських битвах.

### 1941
У березні 1941 року «Волверін» був лідером ескортної групи великого конвою OB 293 з 37 суден, котрі прямували з Ліверпуля до портів Північної Америки. В русі на транспортні судна підводні човни К. Деніца влаштували справжнє полювання, але кораблі ескорту відбити напад. Британські кораблі затопили U-70, ймовірно в ході переслідування знищений U-47 та був пошкоджений U-A.
У квітні 1941 року есмінець зі шлюпом «Скарборо» та корветом «Арбутус» забезпечували ескорт конвою SC 26. Транспортний конвой постійно атакували німецькі субмарини U-46, U-74 та U-73, шість суден було затоплено, декілька пошкоджено. 5 квітня після виявлення за допомогою сонара ворожий човен «Волверін» зі «Скарборо» атакували глибинними бомбами U-76 та знищили його.
29 червня «Волверін» виходив на ескорт конвою WS 9B.
31 жовтня 1942 року «Волверін» з кораблями 6-ї ескортної групи супроводжував конвой HX 156 від точки рандеву у середині Атлантики до берегів Англії. У русі транспортний конвой піддався атакам — U-552 капітан-лейтенанта Е. Топпа затопив американський есмінець «Рубен Джеймс», який став першим американським кораблем затопленим німецьким човном за часи Другої світової.
1 листопада есмінець разом з «Броук», «Бакстон», «Веріті» і «Мансфілд» атакували глибинними бомбами німецькі субмарини U-52 та U-567, які не увінчались успіхом.

### 1942
У лютому 1942 року «Волверін» зазнав значної модернізації, його перетворили на корабель ескорту ближнього радіуса дії. Замість одного торпедного апарату на нього встановили 76-мм гармату QF 12-pounder 12 cwt та замість одної 120-мм гармати BL 4.7 inch /45 'Y' установили пристрій для скидання глибинних бомб, «пом-пом» змінила сучасна двоствольна зенітна установка автоматів «Ерлікон», а місто установки 'A' зайняла протичовнова реактивна мортира «Hedgehog».
21 червня 1942 року «Волверін» вийшов разом з есмінцями «Джорджтаун», «Салісбарі», «Вансітарт», «Бодісі», «Бігл», «Ріплі», «Сент-Олбанс», «Відет» для забезпечення ближнього ескорту конвою WS 20 до Фрітауна.
Наприкінці літа 1942 року обстановка на Мальті серйозно погіршилася, гарнізон та мешканці островів страждали від браку найнеобхіднішого, тому попри колосальному ризику, британське адміралтейство вирішило направити ще один транспортний конвой обложеним. 10 серпня з порту Гібралтар вийшов транспортний конвой з 14 торгових суден за планом операції «П'єдестал». «Волверін» супроводжував військово-морське угруповання під командуванням віцеадмірала Едварда Сіфрета, яке налічувало 44 військових кораблі, зокрема 2 лінійні кораблі «Родні» і «Нельсон» та 3 авіаносці «Вікторіос», «Індомітебл» та «Ігл». До складу ескадри був також включений старий авіаносець «Фьюріес», який мав доставити на острів нову партію «Спітфайрів». Ескортне з'єднання вважалося найпотужнішим за всю війну, що виділялося на супровід конвою. Британське адміралтейство повністю усвідомлювало, що доля острова залежить від того, скільки транспортів добереться до острова. Особливо важливим був американський танкер «Огайо», зафрахтований міністерством військових перевезень і укомплектований британською командою.
Під час проведення конвою WS 21S під постійними атаками німецьких та італійських кораблів, підводних човнів, торпедоносців та бомбардувальників конвой втратив один авіаносець, 2 легких крейсери, ескадрений міноносець та дев'ять торговельних суден з чотирнадцяти. Ще 1 авіаносець і 2 легких крейсери були пошкоджені внаслідок безперервних нападів.
12 серпня 1942 року есмінець «Малькольм» був атакований італійським підводним човном «Дагабур», який «Волверін» протаранив та затопив. Через зазнані пошкодження корабель у супроводі корветів був відправлений до Гібралтару. Проходив спочатку відновлювальні роботи на базі, пізніше здійснив перехід до Англії, де з вересня до жовтня 1942 року ремонтувався в доках Девонпорта.
Пізніше повернувся до Гібралтару, звідкіля супроводжував конвої у Південній Атлантиці.